# David Readman
David Readman é um cantor britânico, nascido em 6 de julho de 1970, em  Burnley, England. Desde 1994, ele está na banda alemã Pink Cream 69. Participou de vários projetos de bandas, como Adagio, Voodoo Circle, Place Vendome. Também fez um álbum solo, lançado em 31 de agosto de 2007. 

## Discografia

### Pink Cream 69
- Change (1995)
- Food for Thought (1997)
- Electrified (1998)
- Live (1999)
- Sonic Dynamite (2000)
- Mixery (2000)
- Endangered (2001)
- Thunderdome (2004)
- In10sity (2007)
- Ceremonial (2013)
- Headstrong (2017)

### Misha Calvin
- Evolution II (1995) (como Dave Twose)

### D. C. Cooper
- D. C. Cooper (1999)

### Adagio
- Sanctus Ignis (2001)
- Underworld (2003)
- A Band In Upperworld (2004)

### Silent Force
- The Empire of Future (2000)

### Missa Mercuria
- Missa Mercuria (2002)

### Place Vendome
- Place Vendome (2005) (co-escreveu "Heavens Door")

### Andersen/Laine/Readman
- III (Three) (2006)

### David Readman
- David Readman (2007)

### Voodoo Circle
- Voodoo Circle (2008)
- Broken Heart Syndrome (2011)
- More Than One Way Home (2013)